# Basilique Sempronia
La Basilique Sempronia (en latin : basilica Sempronia) est une basilique de Rome, construite au début du IIe siècle av. J.-C. sur le Forum Romain.

## Localisation
Elle est bordée sur un côté par le vicus Tuscus qui rejoint le Forum Romain. Elle est entourée par le temple de Saturne et le temple de Castor et Pollux, précédée sur toute sa longueur par les tabernae veteres, des boutiques ouvertes sur la place du Forum. La basilique Aemilia et les tabernae novae forment une structure symétrique de l'autre côté du Forum (voir le plan).
La basilique est construite sur l'emplacement de la maison de Scipion l'Africain et des boutiques adjacentes que le censeur rachète grâce aux fonds alloués par les questeurs pour les travaux publics. Les traces d'un impluvium d'époque républicaine ont été retrouvées sous les fondations de l'extrémité occidentale de la basilique Julia et pourraient correspondre à la maison de Scipion dont parle Tite-Live.

« Les questeurs, en vertu d'un sénatus-consulte, avaient mis à la disposition des censeurs, pour les travaux publics, la moitié des impôts de cette année. Titus Sempronius, avec la somme qui lui était allouée, acheta pour l’État la maison de Scipion l'Africain, située près de la statue de Vertumne, ainsi que les boucheries et les boutiques attenantes, et fit construire une basilique qui depuis fut appelée Sempronia. »

— Tite-Live (traduction de M. Nisard (dir.), 1864), Histoire romaine, XLIV, 9-10

## Histoire
La basilique est érigée en 169 av. J.-C. par le censeur Tiberius Sempronius Gracchus, père des Gracques et époux de Cornelia, la fille de Publius Cornelius Scipio Africanus.
Elle est vraisemblablement détruite par un incendie, et la basilique Julia, plus vaste, est édifiée sur ses ruines en 54 av. J.-C., par l'édile Lucius Aemilius Paullus, frère du triumvir Marcus Aemilius Lepidus, au nom de Jules César.